# Лари Холмс
Лари Холмс (енгл. Larry Holmes; Катберт, 3. новембар 1949) је амерички бивши професионални боксер у тешкој категорији.
Такмичио се од 1973. до 2002. и био светски шампион у тешкој категорији од 1978. до 1985. године. Често се сматра једним од најбољих боксера у тешкој категорији свих времена. Одрастао је у Истону у Пенсилванији, што је довело до његовог боксерског надимка „Истонски убица”.